# Étoiles des neiges
Cet article concerne l'association. Pour la chanson, voir Étoile des neiges.
L'association Étoiles des neiges soutient depuis 1999 les enfants, adultes et greffés atteints de mucoviscidose  grâce au sport.
Elle organise des stages sportifs, des programmes d’éducation Sport & Mucoviscidose et soutient la pratique du sport dans la vie quotidienne. Elle participe aussi au financement et pilotage des missions de nombreux coachs APA à domicile et au sein des hôpitaux. 
De nombreux pays où la maladie sévit ont une association d'aide aux malades.